# Harmonie (Gaesbeekstraat)
Harmonie was een bioscoop in Rotterdam.
In 1931 opende C. van 't Hoft het Harmonie Theater in Rotterdam-Zuid. Van 't Hoft was eerst actief als slagersjongen, roeier en arbeider in de haven totdat hij voor zichzelf begon als ondernemer. Eerst met een sigarenhandel, toen een tweetal cafés en een autobusonderneming die mensen vervoerde tussen Rotterdam-Zuid en het centrum. 
Toen Van 't Hoft de kans kreeg om een 'feestzaal' te huren aan de Gaesbeekstraat, bleek er nog een filmprojector te staan waarmee de vorige huurder twee keer per week kinderfilms vertoonde. Van 't Hoft besloot hier mee door te gaan en al snel bleek daar veel vraag naar te zijn. Tot 1936 noemde hij het nog een Jeugdbioscoop maar al snel verwelkomde hij publiek van alle leeftijden uit de buurt. Samen met het Colosseum was het Harmonie Theater de voornaamste bioscoop van Rotterdam-Zuid. Er was aan de linkeroever alleen nog het bioscoopzaaltje in Courzand tot in 1955 de Metro opende.
Tijdens en na de oorlog bleef de bioscoop draaien. Toen in het bombardement van 1940 veel bioscopen in het centrum werden verwoest, betekende dat in feite goede zaken voor die bioscopen buiten het centrum die ongedeerd waren gebleven. De vraag naar films bleef bestaan, maar het duurde nog minstens 10 jaar voordat de herbouw van Rotterdamse bioscopen echt op gang kwam. De grote concerns die bioscopen waren verloren in het bombardement, zoals Maatschappij Tuschinski en het City concern, wilden voorkomen dat andere ondernemers nieuwe bioscopen gingen bouwen voordat zij zelf nieuwe bioscopen in het centrum hadden neergezet. Van 't Hoft raakte nog in conflict met die grote spelers omdat hij zelf ook graag een tweede bioscoop wilde bouwen. Uiteindelijk werd hij gesteund door de Nederlandse Bioscoopbond en opende hij in 1955 een tweede bioscoop op Zuid: de Metro. Kort daarna nam zijn zoon C.C. van 't Hoft de exploitatie van beide theaters over. In de loop van de jaren '60 kregen met name de kleine buurtbioscopen het steeds moeilijker, onder andere door de toenemende welvaart, de opkomst van de televisie, en de verloedering van de binnensteden. In 1973 sloot de Harmonie.